# ناحیه العوینات
ناحیه العوینات (به عربی: دائرة العوینات) یک ناحیه در الجزایر است که در استان تبسه واقع شده‌است.